# Diego Arroyo
Diego Junior Arroyo Maldonado (ur. 29 kwietnia 2005 w Santa Cruz) – boliwijski piłkarz występujący na pozycji środkowego obrońcy, od 2025 roku zawodnik ukraińskiego Szachtara Donieck.